# Ong Yew Sin
Ong Yew Sin (30 de enero de 1995) es un deportista malasio que compite en bádminton. Ganó una medalla de bronce en el Campeonato Mundial de Bádminton de 2021 en la prueba de dobles.

## Palmarés internacional
| Campeonato Mundial | Campeonato Mundial | Campeonato Mundial | Campeonato Mundial |
| Año                | Lugar              | Medalla            | Prueba             |
| ------------------ | ------------------ | ------------------ | ------------------ |
| 2021               | Huelva (España)    | Medalla de bronce  | Dobles             |